# Flirtin’ with Disaster
Flirtin’ with Disaster — второй студийный альбом американской группы Molly Hatchet, исполняющей южный рок, выпущенный в 1979 году на лейбле Epic Records. Вскоре после выхода, альбом достиг 19-го места в американском чарте Billboard Top LPs & Tape. 22 февраля 1980 года пластинка получила статус платиновой за продажу миллиона копий. А к 24 ноября 1986 года уже разошлась количеством превышающим два миллиона, тем самым получив статус мультиплатиновой. Flirtin’ with Disaster является самым продаваемым альбомом группы.
На обложку альбома помещена картина американского художника-фантаста Фрэнка Фразетты «Dark Kingdom», написанная им в 1976 году.
Заглавная альбому песня «Flirtin’ with Disaster» в том же году была выпущена в качестве сингла, с «Gunsmoke» на обратной стороне. 1 марта 1980 года она вошла в Billboard Hot 100, где достигла 42-го места и продержалась в чарте десять недель, став самым успешным синглом группы. И по сей день песня является самым известным хитом Molly Hatchet, а также звучит в различных фильмах и играх.
Вторым синглом с альбома была выбрана кавер-версия песни Бобби Уомака «It’s All Over Now», получившей известность в исполнении The Rolling Stones. Би-сайдом для неё стала песня «Get Her Back», которая будет выпущена в составе следующего диска группы Beatin’ the Odds.
В 2001 году, компания Sony Music переиздала альбом на своём дочернем лейбле Epic/Legacy. Это издание включало четыре бонус-трека: демозапись «Silver and Sorrow» и три концертные песни, записанные в 1980 году в Джексонвилле, среди которых «Cross Road Blues» Роберта Джонсона.

## Список композиций
1. «Whiskey Man» (Дэнни Джо Браун[англ.], Брюс Крамп, Дэйв Лубек, Стив Холланд) — 3:38
2. «It’s All Over Now» (Бобби Уомак, Ширли Джин Уомак) — 3:40
3. «One Man’s Pleasure» (Браун, Лубек, Дуэйн Роланд) — 3:24
4. «Jukin’ City» (Браун, Лубек, Холланд) — 3:46
5. «Boogie No More» (Браун, Крамп, Лубек, Холланд, Роланд, Баннер Томас) — 6:08
6. «Flirtin’ with Disaster» (Браун, Лубек, Томас) — 5:00
7. «Good Rockin’» (Браун, Крамп, Лубек, Холланд, Роланд, Томас) — 3:17
8. «Gunsmoke» (Крамп, Роланд) — 3:11
9. «Long Time» (Браун, Лубек, Холланд) — 3:19
10. «Let the Good Times Roll» (Браун, Лубек, Холланд) — 2:56

Бонус-треки на переиздании
1. «Silver and Sorrow» (Браун, Крамп, Лубек, Холланд, Роланд, Томас) — 3:36 (demo)
2. «Flirtin' with Disaster» (Браун, Лубек, Томас) — 6:15 (live from Jacksonville, FL in 1980)
3. «One Man’s Pleasure» (Браун, Лубек, Роланд) — 3:16 (live from Jacksonville, FL in 1980)
4. «Cross Road Blues» (Роберт Джонсон) — 4:13 (live from Jacksonville, FL in 1980)

## Участники записи
| Molly Hatchet: - Дэнни Джо Браун — вокал - Дэйв Лубек — гитара - Стив Холланд — гитара - Дуэйн Роланд — гитара - Баннер Томас — бас-гитара - Брюс Крамп — ударные Приглашённые музыканты: - Макс Гроненталь — вокал, бэк-вокал - Том Верман — перкуссия, продюсер - Джей Уиндинг — клавишные | Технический персонал: - Том Верман — продюсер - Ричард Шофф — инженер - Пэт Армстронг — исполнительный продюсер - Гари Лэдински — инженер, микширование - Кэри Приткин — ассистент инженера - Билл Вермиллион — ассистент инженера - Джордж Марино — мастеринг-инженер - Фрэнк Фразетта — обложка |

## Позиции в хит-парадах
| Год       | Хит-парад                      | Высшая позиция | Пребывание |
| --------- | ------------------------------ | -------------- | ---------- |
| 1979—1980 | Канада (RPM Albums Chart)      | 54             | 10 недель  |
| 1979—1980 | США (Billboard Top LPs & Tape) | 19             | 48 недель  |

| Чарт (1980)                        | Позиция |
| ---------------------------------- | ------- |
| США (Billboard Top Popular Albums) | 24      |

## Сертификации
| Регион                                                      | Сертификация  | Продажи    |
| ----------------------------------------------------------- | ------------- | ---------- |
| Канада (Music Canada)                                       | Золотой       | 50 000^    |
| США (RIAA)                                                  | 2× Платиновый | 2 000 000^ |
| ^ Данные о тиражах приведены только на основе сертификации. |               |            |